# Ulaanbaatar Securities Exchange
Die Ulaanbaatar Securities Exchange (UBX) wurde am 1. Mai 2015 gegründet und ist die einzige privatwirtschaftliche Wertpapierbörse der Mongolei und befindet sich in Ulaanbaatar. Der andere Marktplatz ist die Mongolian Stock Exchange, welche sich jedoch in Staatsbesitz befindet.

## Geschichte
Die UBX wurde im Jahr 2015 gegründet hat im selben Jahr Handels- und Clearinglizenzen von der Financial Regulatory Commission erworben. Im Jahr 2017 bot das erste börsennotierte Unternehmen seine Aktien der Öffentlichkeit an und auch Anleihen wurden erfolgreich gehandelt. Im ersten Halbjahr 2021 führte die Börse insgesamt 857 Transaktionen durch und handelte Aktien und Anleihen im Wert von 2.319.610.430 MNT.
Im ersten Halbjahr 2021 zählte die Börse 17 Wertpapierfirmen, fünf Clearingmitglieder und zwei Market Maker zu ihren Mitgliedern. Von den fünf Clearingmitgliedern sind zwei allgemeine Mitglieder für die Zahlungs- und Abwicklungsaktivitäten ihrer vertraglich gebundenen Wertpapierunternehmen und der Handelsmitglieder der Börse verantwortlich. Die Börse beabsichtigt, in Zukunft Produkte und Dienstleistungen einzuführen, die den internationalen Wertpapiermarktstandards entsprechen, und strebt danach, die führende digitale Wertpapierbörse in der Mongolei zu werden.

## Mitgliedschaften
Sie ist Teil der:
- Sustainable Stock Exchanges Initiative[2]